# Танец постмодерн
Танец постмодерн ― сценический танец, получивший широкое распространение в начале 1960-х годов. Хореография танца была вдохновлена идеями постмодернизма и стремилась отвергнуть хореографию танца модерна, который, по мнению постмодернистов, казался слишком претенциозным. Таким образом, балет постмодерна является отходом от модернистских идеалов. Новый танец лишён стилистической однородности и отличается в основном своими антисовременными танцевальными сантиментами, а не танцевальным стилем. Танцевальная форма постмодерна была реакцией на композиционные и презентационные ограничения предыдущего поколения танца; вместо них постмодерн приветствует использование совершенно обычных и повседневных движений и выступает за нетрадиционные методы танцевальной композиции. 

## Зарождение
Хореография танца предполагает, что абсолютно все движения человека являются выражением танца; таким образом, танцором является любой человек независимо от того, задумывался ли он когда-либо об этом или нет. Необходимо отметить, что ранний танец постмодерн был более тесно связан с идеологией модернизма, а не с архитектурными, литературными и дизайнерскими движениями постмодернизма. Тем не менее, танцевальное течение постмодерна быстро развивалось и охватило более широкую идеологию постмодернизма, которая нашла отражение в большом разнообразии танцевальных произведений. Новатором в области танца постмодерна был коллектив Judson Dance Theatre Нью-Йорка, активный в 1960-х годах.
Пик популярности танца постмодерна как вида современного исполнительского искусства был относительно коротким и продолжался с начала 1960-х до середины 1980-х. Однако влияние данной формы танца можно усмотреть в прочих современных хореографиях, особенно в контемпорари.

## Хореография
В хореографии танца постмодерн используются многие нетрадиционные методы. Одним из них является техника, впервые применённая в танце Мерсом Каннингемом, которая основывалась на идее о том, что «нет никаких предписанных движений или серий действий». Хореографы использовали случайные числа и уравнения или даже бросали кубики, чтобы определить, «как упорядочить хореографические фазы, сколько танцоров будет выступать в любой заданной точке, где они будут стоять на сцене и где они будут входить и выходить». Используя технику случайности, танцоры в постмодерне нередко слышали незнакомую музыку, под которую они должны были танцевать впервые во время премьеры своего выступления.
Постмодернистские хореографы также часто использовали объективизм в соответствии идеями Ролана Барта о «смерти автора». Нарративы практически отсутствовали, а хореографы больше всего фокусировались на «создании объективного присутствия». Спектакли были упрощены: танцоры носили простые костюмы, музыка была минималистичной (а в некоторых случаях и вовсе отсутствовала). Спектакли часто «[разворачивались] в объективном или временном, а не театрально-сжатом или музыкально-абстрактном времени». Таким образом, постмодернистская хореография стремится отразить объективное настоящее, а не мысли и идеи самого хореографа.